# Slag bij Menfö
De Slag bij Menfö vond plaats op 5 juni 1044 in Menfö, grondgebied Győr, Hongarije. Een leger onder leiding van keizer Hendrik III stond tegenover de troepen van Samuel Aba.

## Achtergrond
In 1041 had Samuel Aba, koning Peter Orseolo van de Hongaarse troon gestoten. Peter vluchtte naar Heilige Roomse Rijk en ging hulp vragen bij keizer Hendrik III. De inval van Samuel Aba in 1043 in het markgraafschap Oostenrijk, onder Adalbert van Oostenrijk, de zwager van Peter, was een motief om Hongarije binnen te vallen.

## Slag
De troepenmacht van Samuel Aba was duidelijk veel groter dan het leger van Hendrik. In overmoed liet Aba het keizerlijke leger de rivier de Raab oversteken. Na de eerste doeltreffende charge van de keizerlijke cavalerie brak er paniek uit in de Hongaarse gelederen. In chaos verlieten de Hongaarse soldaten het slagveld, ook Samuel Aba zette het op een lopen.

## Resultaat
Samuel Aba werd gevangengenomen en geëxecuteerd. Peter werd opnieuw tot koning gekroond in Székesfehérvár. Hongarije was nu een vazalstaat van het Heilige Roomse Rijk.